# ブガッティ・タイプ41
ブガッティ・タイプ41（フランス語: Bugatti Type 41）、通称ロワイヤルは、1927年から1933年まで製造された大型高級車で、ホイールベースは4.3m、全長は6.4mである。車重は約3,175kgで、排気量12.763リッターの直列8気筒エンジンを搭載している。2003年から生産されたロールス・ロイス・ファントムVIIと比較すると、ロワイヤルは全長が約20%長く、車重は25%以上も重くなっており、ロワイヤルは最大級の乗用車となっている。
エットーレ・ブガッティは史上最も豪華な車として25台を製造し、王族に売る事を計画したが、世界恐慌の時代にあってはヨーロッパの王族でさえそんな物は買わず、ロワイヤルは7台製造された内の3台しか売れなかった（6台は現存するが、1台は大破した）。

## デザイン

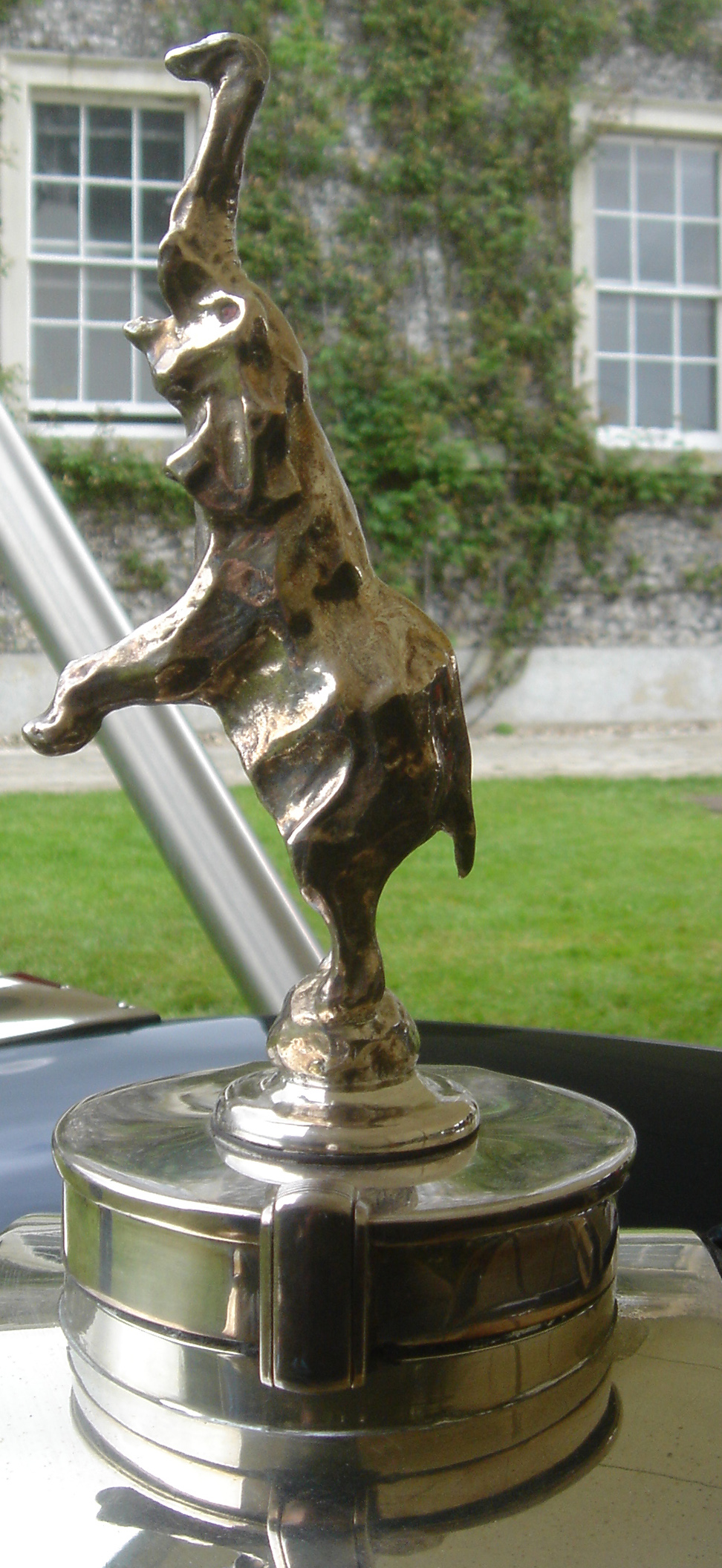
タイプ41のラジエターキャップ

エットーレ・ブガッティが製作したタイプ41はイギリス人女性に自分の車をロールス・ロイスと比較された事を不快に思った事が誕生のきっかけと言われている。

### エンジン
ロワイヤルのために開発されたエンジンは排気量12.7リッターであった 。このエンジンは単一の巨大なブロックを中心に作られ、長さ約1.4m（4.6フィート）×高さ約1.1m（3.6フィート）と、これまでに製造された自動車用エンジンの中で最大級の物である。125mm（4.9インチ）の内径、130mm（5.1インチ）の長いピストンストロークの8気筒エンジンのシリンダー当たりの排気量が、当時の最新鋭であるタイプ40ツーリングカーのエンジン全体の排気量を超えていた。1気筒あたり3つのバルブ（2つの吸気と1つの排気）を持ち、中央に配置されたシングルオーバーヘッドカムシャフトによって駆動されていた。このエンジンは3つのベアリングと1つのカスタムキャブレターのみで構成された。このエンジンはフランス航空省のために設計された航空エンジンの設計が基礎となっていたが、その構成で生産された事はなかった。
エンジンブロックとシリンダーヘッドは一体鋳造であった。定期メンテナンスとしてエンジンバルブの研磨が必要であり、研磨のためエンジンバルブを取り外すには大型の鋳鉄製エンジンを取り外して分解する必要があった。

### シャーシー
当然の事ながらシャーシーは頑丈な物であり、フロントには従来の半楕円形のリーフスプリング式サスペンションが配置されていた。 リアでは前方を向いたブガッティのクォーターエリプティックに加え後ろ向きの2つ目のセットが追加された。
現代の感覚では奇妙な事にアルミニウム製のクラッチボックスはエンジンではなくシャーシーに取り付けられ、クラッチボックス同様アルミニウム製だったギアボックスは後方の車軸に取り付けられていた。これはサスペンションがばね下重量の一部である事を意味していた。クラッチとギアボックスを奇妙な位置に配置したのは当時の難題であった騒音を軽減し、快適性を高めるための物であった。トランスミッションはエンジンの重量と相殺する目的でリアに取り付けられた。
巨大なブレーキシューはケーブルを通じて機械的に制御されていた。効果的なブレーキであったが、サーボアシストがない場合は運転手に相当の筋力が必要であった。 この車の軽合金製ホイール「ルー・ロワイヤル」は直径610mmでブレーキドラムと一体鋳造されていた。

### 制御機器
当時の伝統的な流行を反映して運転手は鯨ひげで作られた計器類のつまみを操作し、ステアリングホイールはウォールナットで覆われていた。

### 性能
1926年にエットーレ・ブガッティの依頼を受けたW・F・ブラッドリーがオートカー誌のために行ったロードテストでは車の重量や巨大さにもかかわらず、精妙なシャーシー構造によってより小型のブガッティのスポーツカーに似た、バランスのとれたスピードハンドリングをいかに可能にしているかが証明されている。
ロワイヤルはすべて個別の特注ボディを採用していた。ラジエーターキャップのデザインはエットーレの弟であるレンブラント・ブガッティの象のポーズを象った彫刻作品をもとにした物であった。

## 生産
1928年にエットーレ・ブガッティは「今年中にスペインのアルフォンソ国王にロワイヤルを納車する」と断言したが、スペイン国王はロワイヤルが引き渡される事なく退位し、顧客を見つけた車が初納車されたのは1932年になってからであった 。シャーシーの基本価格が3万ドルのロワイヤルは世界経済がちょうど1930年代の大恐慌を迎えかけた頃に発売された。1929年から1933年の間に6台のロワイヤルが生産されたが、外部の顧客に販売されたのはわずか3台であった。王族をターゲットにした車種にもかかわらず結局王族に売られる事はなく、ブガッティはアルバニアのゾグー国王には売る事を拒否し「この男のテーブルマナーは信じられない！」と断言した。
ロワイヤルの試作車は1931年に事故で破壊されたため、生産された7台のロワイヤルの内6台が現存している事になる。

### 41100 - クーペ・ナポレオン

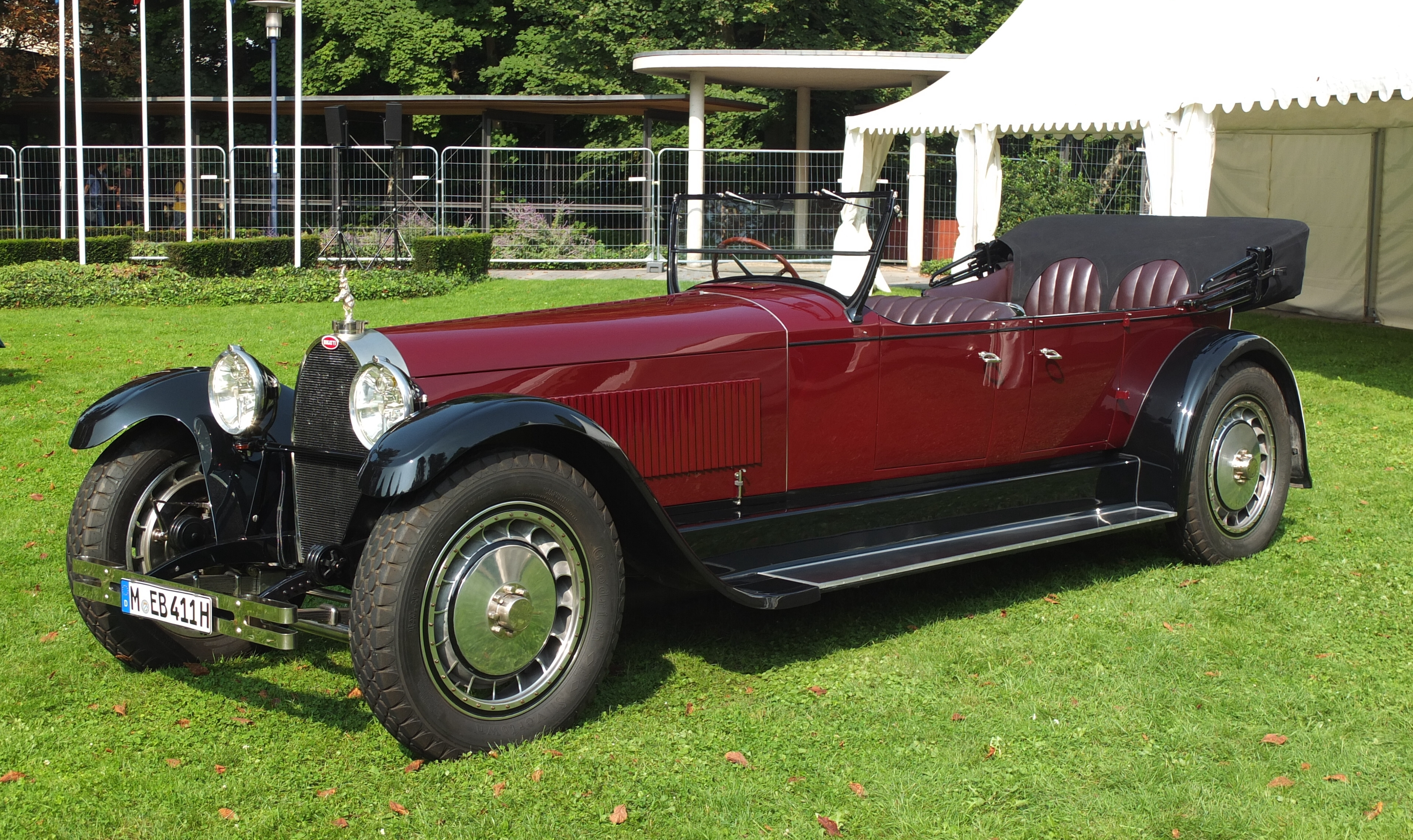
パッカードのボディを載せた状態のロワイヤル試作車のレプリカ

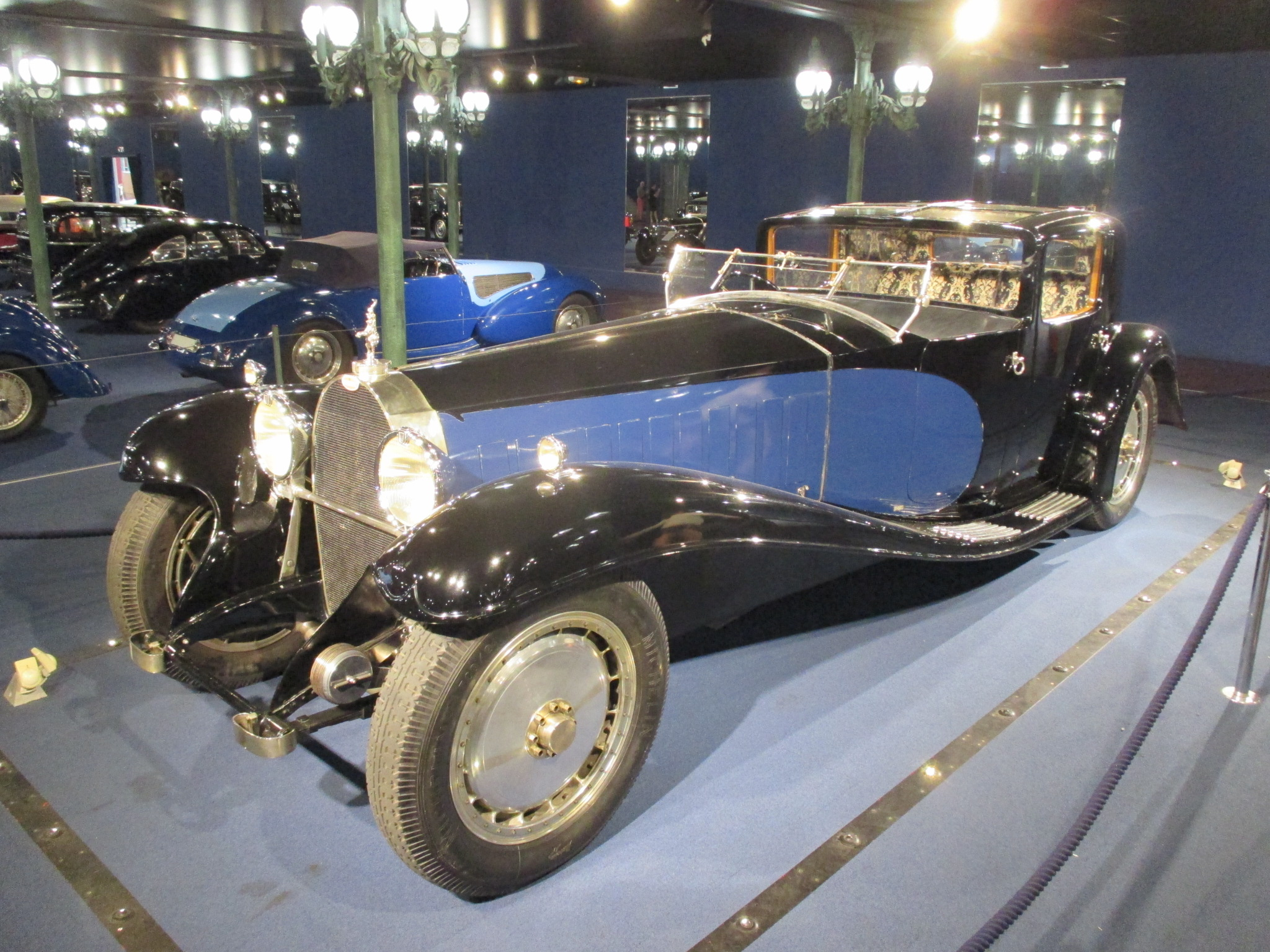
ミュルーズの国立自動車博物館が所蔵するクーペ・ナポレオンとして知られるシャーシーNo.41100

- 1号車のシャーシーナンバーは41100で、現在はクーペ・ナポレオンの名称で知られている。
- エットーレ・ブガッティが個人的に使用し、晩年に至るまで彼の愛車となった。1963年に財政難で売却を余儀なくされるまで、エルメノンヴィル（フランス語版）のシャトーでブガッティ家が所有していた[4]。 その後、ブガッティのコレクターであるフリッツ・シュランプフ（フランス語版）の手に渡った[4]。
- 最初はパッカードのボディを載せていたが、パリのコーチビルダーであるウェイマン（フランス語版）によって2ドアフィクスドヘッドクーペに改造された。1930年もしくは1931年にエットーレ・ブガッティがパリからアルザスへの帰路で居眠り運転による衝突事故を起こした後、大規模な修繕が必要になったためウェイマンのボディは交換された[4]。
- 様々な段階で他のボディも装着された[4]。
- シュランプフ兄弟がジョン・シェイクスピアから譲り受けた41131と並んで、ミュルーズの国立自動車博物館（フランス語版）に所蔵されている[1]。

### 41111 - クーペ・ド・ヴィル・バインダー

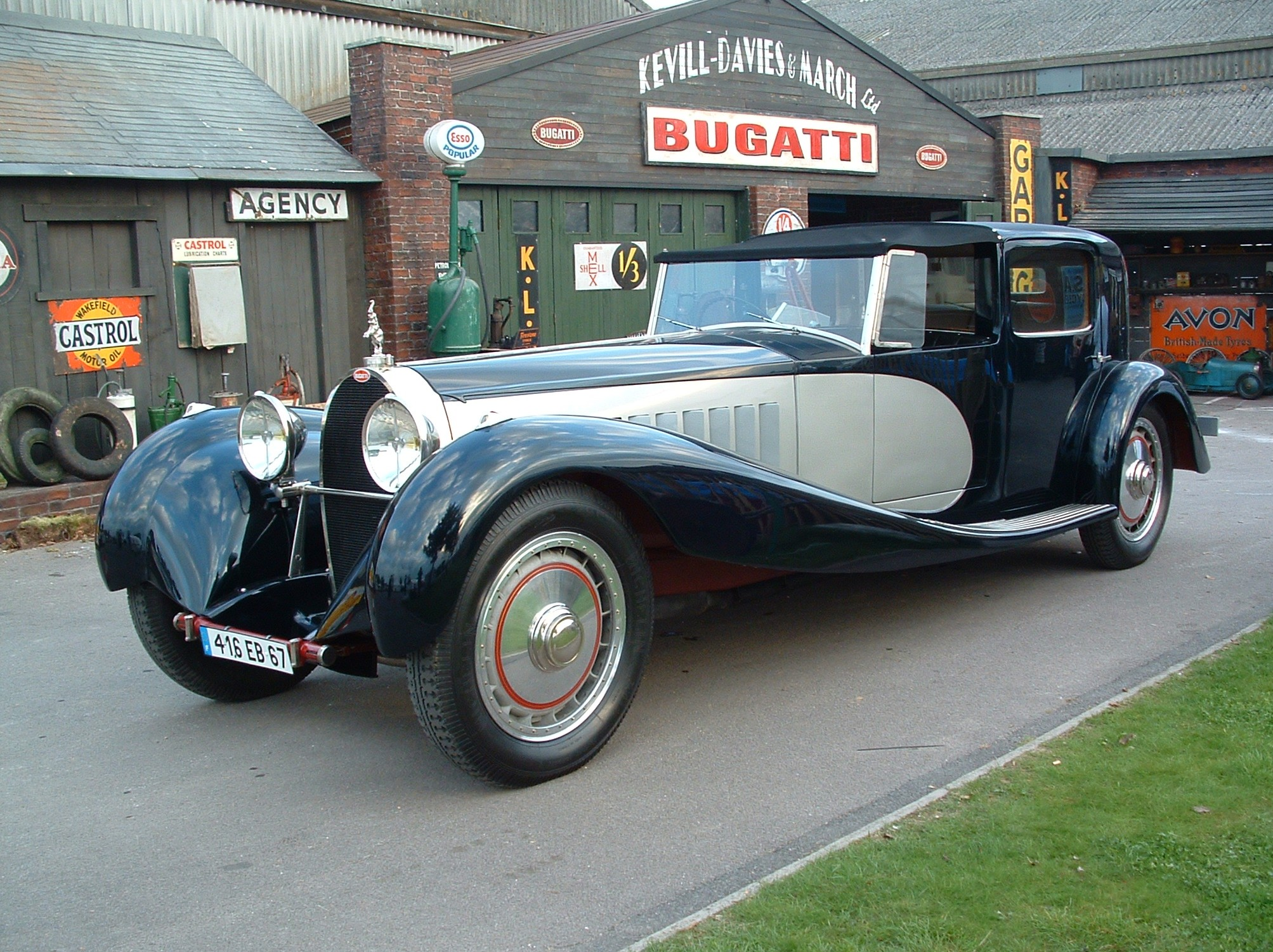
2004年グッドウッド・リヴァイヴァルでのロワイヤル・クーペ・ド・ヴィル・バインダー No.41111

- 41111はロワイヤル2台目の生産車に当たるが、最初に顧客が見つかった車両でクーペ・ド・ヴィル・バインダーの名称で知られている。
- 1932年4月にフランスの衣料品メーカー、アルマンド・エスダース（フランス語版）に売却された[4]。
- エットーレの長男であるジャン・ブガッティはこの車のために派手でフルボディのウィングとディッキーシート（英語版）を備えた華麗な2シーターのオープンボディを考案したが、ヘッドランプはなかった[7]。 この形式ではロワイヤル・エスダース・ロードスターと呼ばれていた[11]。
- フランスの政治家レイモン・パトノートル（フランス語版）によって購入されたこの車は[12] 、コーチビルダーのアンリ・バインダーによってクーペ・ド・ヴィル（英語版）スタイルのボディに乗せ換えられた[4]。この時点からクーペ・ド・ヴィル・バインダーとして知られている。
- 第二次世界大戦によりルーマニア国王に引き渡される事はなかったが[12]、ナチスから逃れるためパリの衛生下水道（英語版）に隠された。
- 第二次世界大戦後は短期間イギリスに所在した後、1954年にアメリカのダドリー・C・ウィルソンが購入した[4]。彼が1961年に没すると、アトランタの銀行家ミルズ・B・レーン（英語版）[4]の手を経て1964年にネバダ州リノのハーラー・コレクション（英語版）が 45,000ドルという当時としてはセンセーショナルな価格（新車価格とほぼ同じ）で購入し、収蔵された。
- 1986年にアメリカの収集家、ホームビルダー、アメリカ空軍予備役のウィリアム・リヨン少将に売却された。彼は1996年のバレット・ジャクソン・オークションに直接売買を条件に出品したが、1100万ドルのオファーを拒否し、即決価格は1500万ドルに設定された。
- 1999年にブガッティブランドの新オーナーであるフォルクスワーゲングループが2,000万ドルで購入。現在ではブランドのプロモーションカーとして様々な美術館や博物館を巡回している。

### 41121 - カブリオレ・ヴァインベルガー

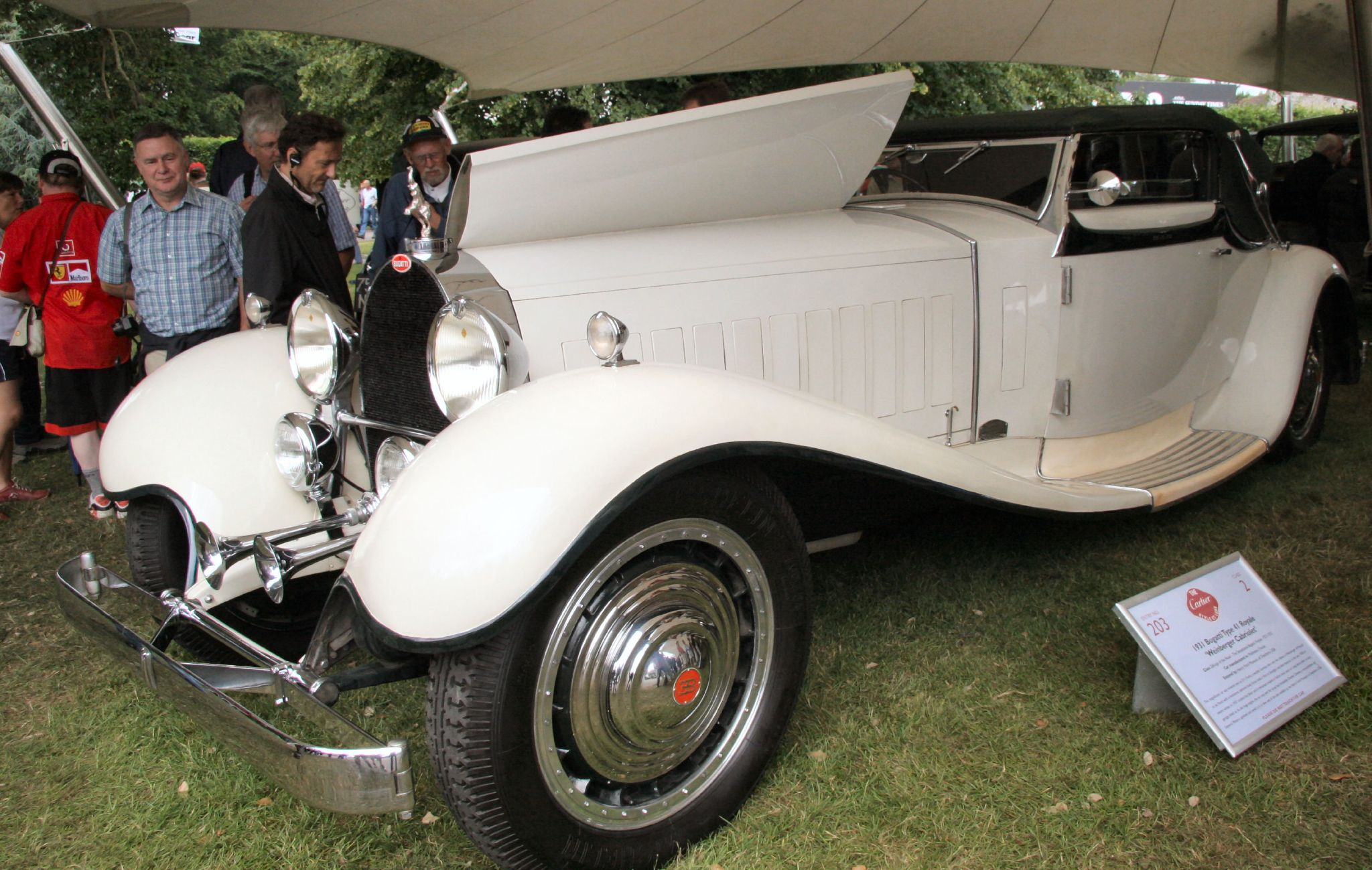
シャーシーNo.41121のブガッティ・タイプ41ロワイヤル「ヴァインベルガー・カブリオレ」1931年

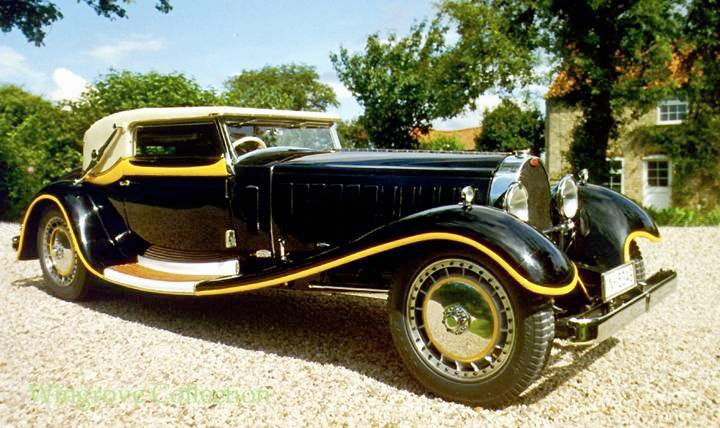
オリジナルの状態に基づくヴァインベルガー・カブリオレのレプリカ

- 3号車のシャーシーナンバーは41121でカブリオレ・ヴァインベルガーの名称で知られている。
- 1932年にドイツの産科医ヨーゼフ・フックスが購入し、フックスはミュンヘンのコーチビルダーであるルートヴィヒ・ヴァインベルガーにオープンカブリオレの製作を依頼した。黒色の塗装に黄色の縁取りが施されたこの車は1932年5月にフックス博士のもとに納車された[4]。
- フックスは戦前のドイツにおける政治的緊張の高まりを受けて、スイスと上海を経て1937年頃にニューヨークに永住し、彼と共にロワイヤルも運ばれた[13]。
- 後にゼネラルモーターズのコーポレートエンジニアリング担当副社長となるチャールズ・チェインがフックス博士の所有を称賛した。後にチェインはニューヨークの解体屋でこの車を発見し、1946年に75ドルで購入した[13]。チェインは1940年代から1950年代にかけて印象的なクラシックカーのコレクションを蓄積していく事になる。
- チェインはこの車を再び走らせ、快適に使える様改造するために10,000ドル以上を費やしたと言われており、車の改造は1947年以降に完成した。改造の内容はオリジナルのシングルキャブレターに代えて4つのキャブレターを備えた新品のインテークマニホールド、ダークグリーンのトリムとコンバーチブルルーフを備えたオイスターホワイトの新塗装などである。
- チェインは10年間この車を走らせた後、1957年にアメリカのミシガン州ディアボーンにあるヘンリー・フォード博物館に寄贈し、現在も同博物館に所蔵されている[13]。博物館のプラカードには以下のように書かれている。"1931年 ブガッティ・ロワイヤル タイプ41 カブリオレ、エットーレ・ブガッティ、フランス、モルスハイム、ボディはヴァインベルガー製、OHC、直列8気筒、300馬力、排気量779 cu.in、重量3,191 kg。元値：43,000ドル、チャールズとエスター・チェインからの寄贈"

### 41131 - リムジン・パーク・ウォード

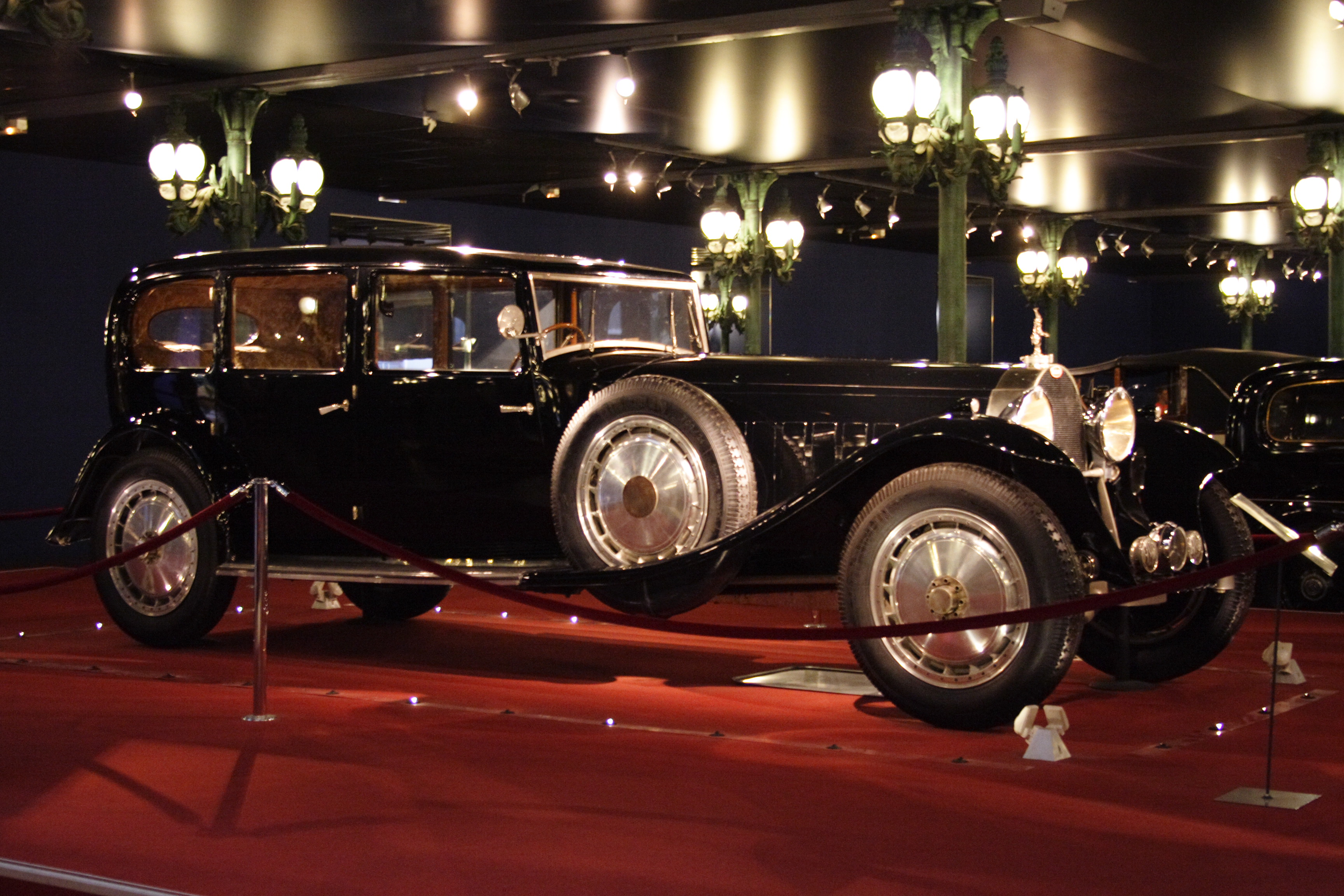
リムジン・パーク・ウォードとして知られるシャーシーNo.41131はミュルーズの国立自動車博物館に展示されている。

- 4号車のシャーシーナンバーは41131でフォスター・カーもしくはリムジン・パーク・ウォードとして知られている[1]。
- 1933年、アメリカのボストンにある大型デパートのジョーダン・マーシュ（英語版）創業者エベン・ジョーダン（英語版）の後継者であるイギリス人のカスバート・W・フォスターにアメリカ人の母親を通じて売却された[1]。 パーク・ウォードがフォスターが所有していた1921年型のデイムラーを模したリムジンのボディを製作した[1]。
- 1946年にイギリスのブガッティディーラー、ジャック・レモン・バートンが700ポンド前後で購入したが、巨大なタイヤを砲車型車輪（英語版）に交換するためフェンダー・スカート（英語版）を取り外す必要があった。
- 1956年6月もしくは7月にアメリカのブガッティ収集家であるジョン・シェイクスピアに売却され、当時のブガッティの最大のコレクションの一部となった。シェイクスピアは新品同然の状態だったこの車に3,500ポンドを支払った。これは1956年のコレクターカーとしては相当な価格であった。この年、同じ価格でショーコンディションのデューセンバーグ・モデルSJ（英語版）を2台購入できた。1956年にはフェラーリの新車もこの価格で取引されていた。
- 1963年、経済的な問題に直面したシェイクスピアは自分の車のコレクションをフリッツ・シュランプフに売却した。
- シュランプフコレクションの一部となった41131[14]はシュランプフ兄弟がブガッティ家から譲り受けた41100と並んで、ミュルーズの国立自動車博物館に所蔵されている[1]。

### 41141 - ケルナー・カー
- 5号車のシャーシーナンバーは41141でケルナー・カーの名称で知られている。
- この車は売られる事なくブガッティが所有していた。
- 第二次世界大戦中、ナチスに徴用される事を避けるため、エルメノンヴィルのブガッティ家の自宅にあった41100と41150と共にレンガで積み上げて隠した[1]。
- 1950年夏、アメリカのル・マンレーサー、ブリッグス・カニンガム（英語版）がエットーレの娘であるレベ（L'Ébé）から41150と共に購入した。200,000フラン(571米ドル)の代金に加え、戦後のフランスでは入手困難だったゼネラル・エレクトリック社のペアの新型冷蔵庫で支払った[1]。終戦直後の数年間でフランス・フランが大幅に切り下げられていた事に注意が必要である。冷蔵庫は代金の中に含まれていた。 車の状態は良くなかったが運転可能ではあった。彼は冷蔵庫を含めて1台当たり約600米ドル相当を支払った事になる。修復費用は1台当たり約100万フラン（2,858米ドル）にのぼった。 車は1951年1月にアメリカに納車された。
- 1986年に彼が博物館を閉鎖した後[15]の1987年、この車はブリッグス・カニンガムのコレクションからクリスティーズに直接売却され、ロイヤル・アルバート・ホールのオークションでスウェーデンの資産家ハンス・トゥリン（スウェーデン語版）に550万ポンド（970万ドル）で売却された。
- この車は1989年にラスベガスのクルーゼからオークションに出品されている。エド・ウィーバーが1,150万ドルで入札したが、希望落札価格が1,500万ドルであったためトゥリンはこれを断った。 彼の帝国が崩壊した後、1990年にこの車は日本企業であるメイテック社に1,570万ドルで売却されたと伝えられている[16]。 2001年にボナムズ&ブルックス（英語版）社が私的な取り決めにより1,000万ポンドで購入するまで、この車は彼らの近代的なビルの地下室に置かれていた[1]。
- この車の現在の所有者は不明であるが、近年スイスの仲買業者であるルーカス・フニ（Lukas Huni）によって出品された事がある[17]。

### 41150 - ベルリン・ド・ボヤージュ
- 6号車のシャーシーナンバーは41150でベルリン・ド・ボヤージュの名称で知られている。

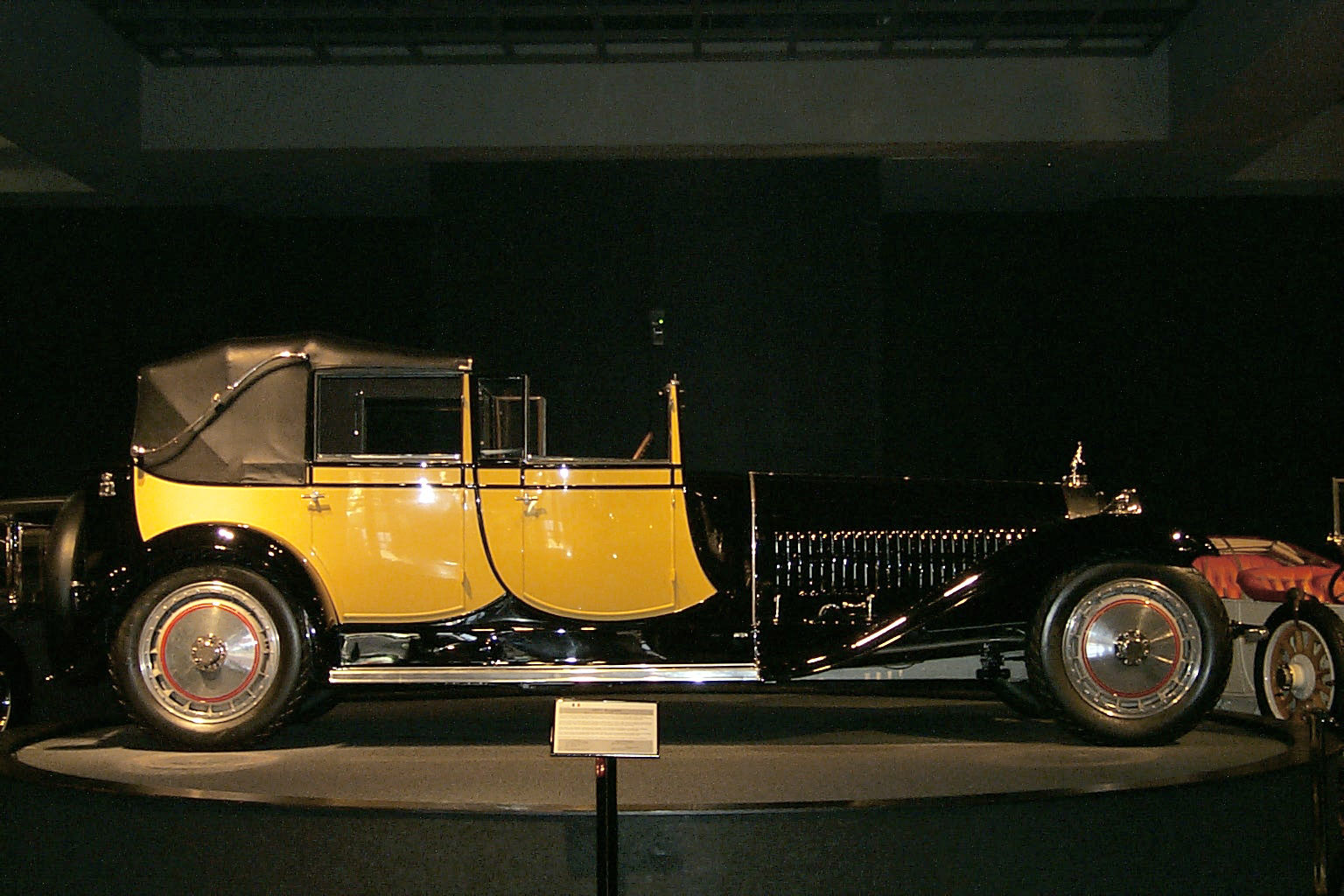
シャーシーナンバー41150, ブガッティ・タイプ41ロワイヤル ベルリン・ド・ボヤージュ 1929年

- この車も売られる事なくブガッティが所有していた。
- 第二次世界大戦中、ナチスに徴用されるのを避けるため、エルメノンヴィルのブガッティ家の自宅にあった41100と41141と共にレンガを積み上げて隠蔽された[1]。
- 1950年夏、41141と共にブリックス・カニンガムに売却され、修復された上で1951年に納車された。
- 2台がアメリカに到着した後、カニンガムは1952年のはじめに41150をキャメロン・ペックに約6,500ドルで売却した（コレクターカーとして当時の史上最高額だったため、カニンガムは相当な利益を得る事ができた）。 その後、この車はハーラー・コレクションに納められることになる。1986年にハーラーオークションでテキサス州ヒューストンの不動産開発業者ジェリー・J・ムーア（英語版）が650万ドルで落札し、1年間保管した後ドミノ・ピザの創業者のトーマス・S・モナハンに570万ポンド（810万ドル）で売却した。モナハンは収集した自動車コレクションと共にドミノ・ピザ本社に展示していた[18]。
- 1991年、モナハンは41150を800万ドルで売却したが、1987年のジェリー・J・ムーアからの購入価格570万ポンドを下回った。
- この車はカリフォルニア州ダンビルにあるブラックホーク・コレクション（英語版）に売却され、展示された。
- 後にブラックホーク博物館によって「匿名の購入者」に売却された。購入者としてフォルクスワーゲンや韓国人投資家の名前が挙がったが真相は不明である。

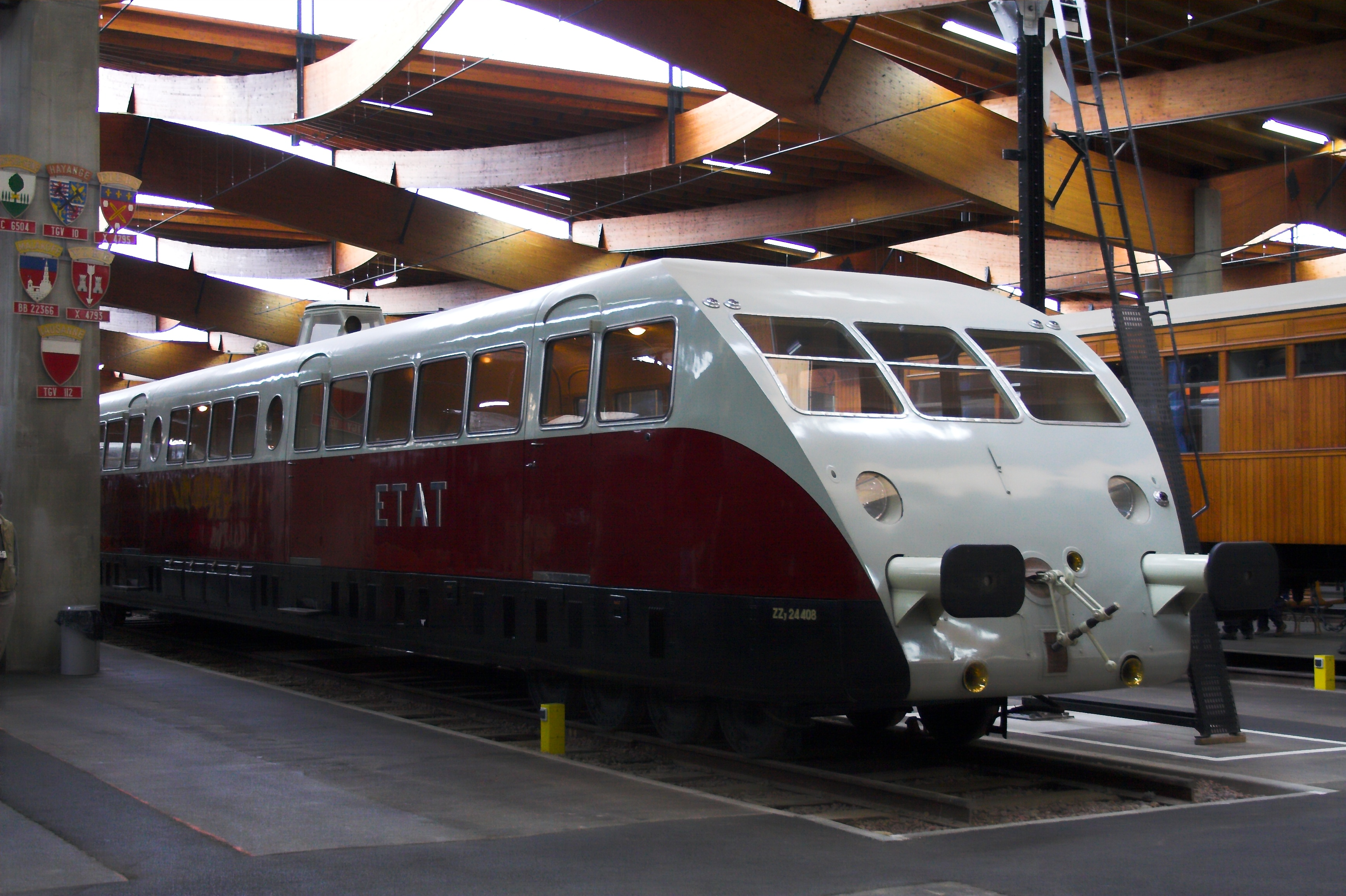
ロワイヤルのために作られたほとんどのエンジンは出力を下げられてブガッティの気動車に搭載された。

### フランス国鉄
ブガッティはロワイヤルの製造が終了した後に残った23基のエンジンを利用するために2基または4基の8気筒ユニットを搭載したブガッティ気動車を製造した。フランス国鉄（SNCF）のために186基のエンジンを用いて79両が製造され、最終的に1956年もしくは1958年まで通常使用された（出典により異なる）。この鉄道車両はロワイヤルのプロジェクトを経済的な失敗から商業的な成功に変えた。 エンジンの出力は200馬力程度に抑えられていたが、この形式でも優れた性能を発揮した。鉄道車両の内の1両は43.9マイル（70.7キロ）で時速122マイル（196キロ）の世界平均速度記録を達成した。
 ウィキメディア・コモンズには、Bugatti railcarに関するメディアがあります。

## レプリカ車

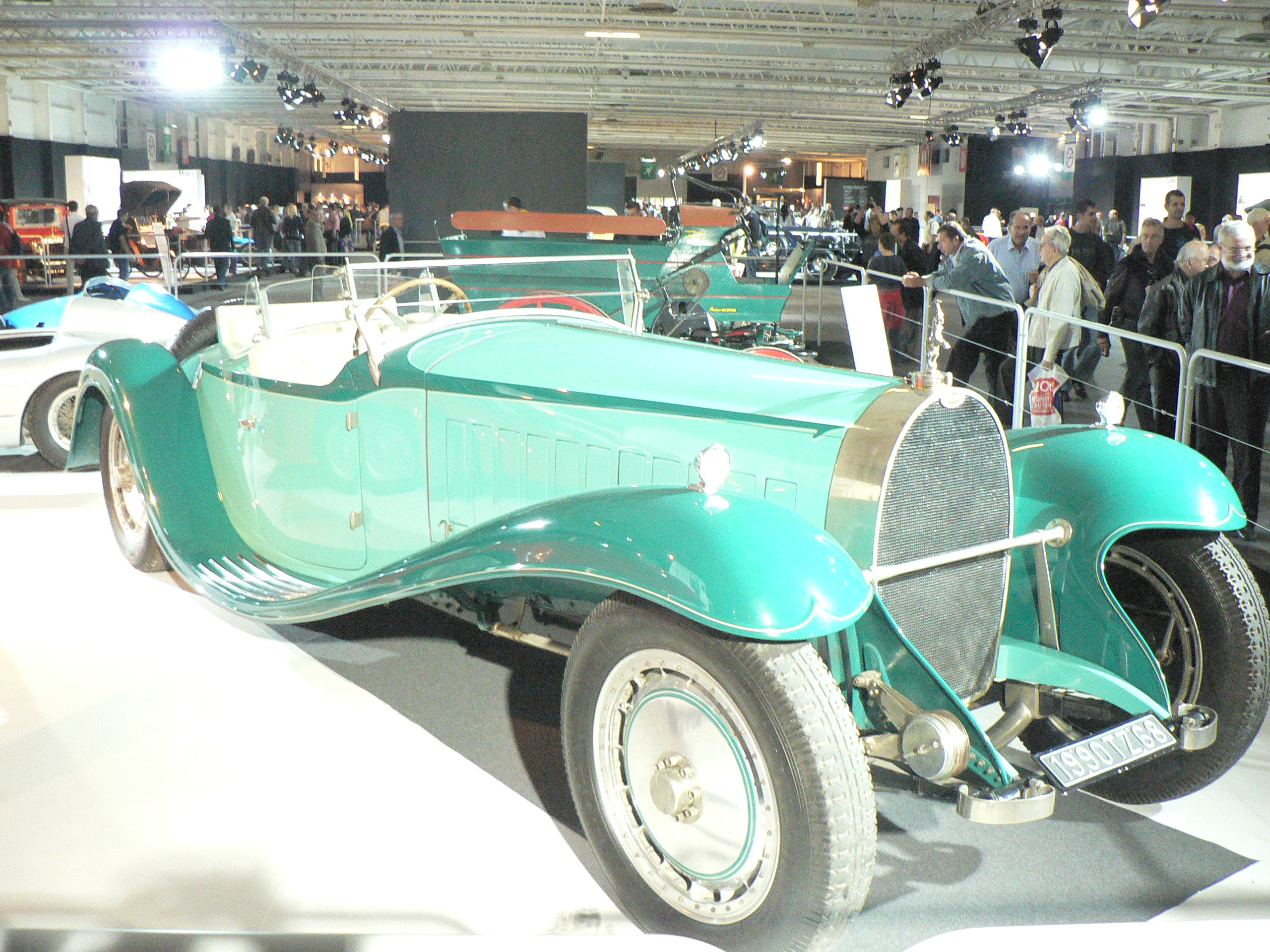
2006年のモンディアル・ド・ロトモビルで展示されたシュランプフ兄弟が製作したロワイヤル・エスダース・クーペ

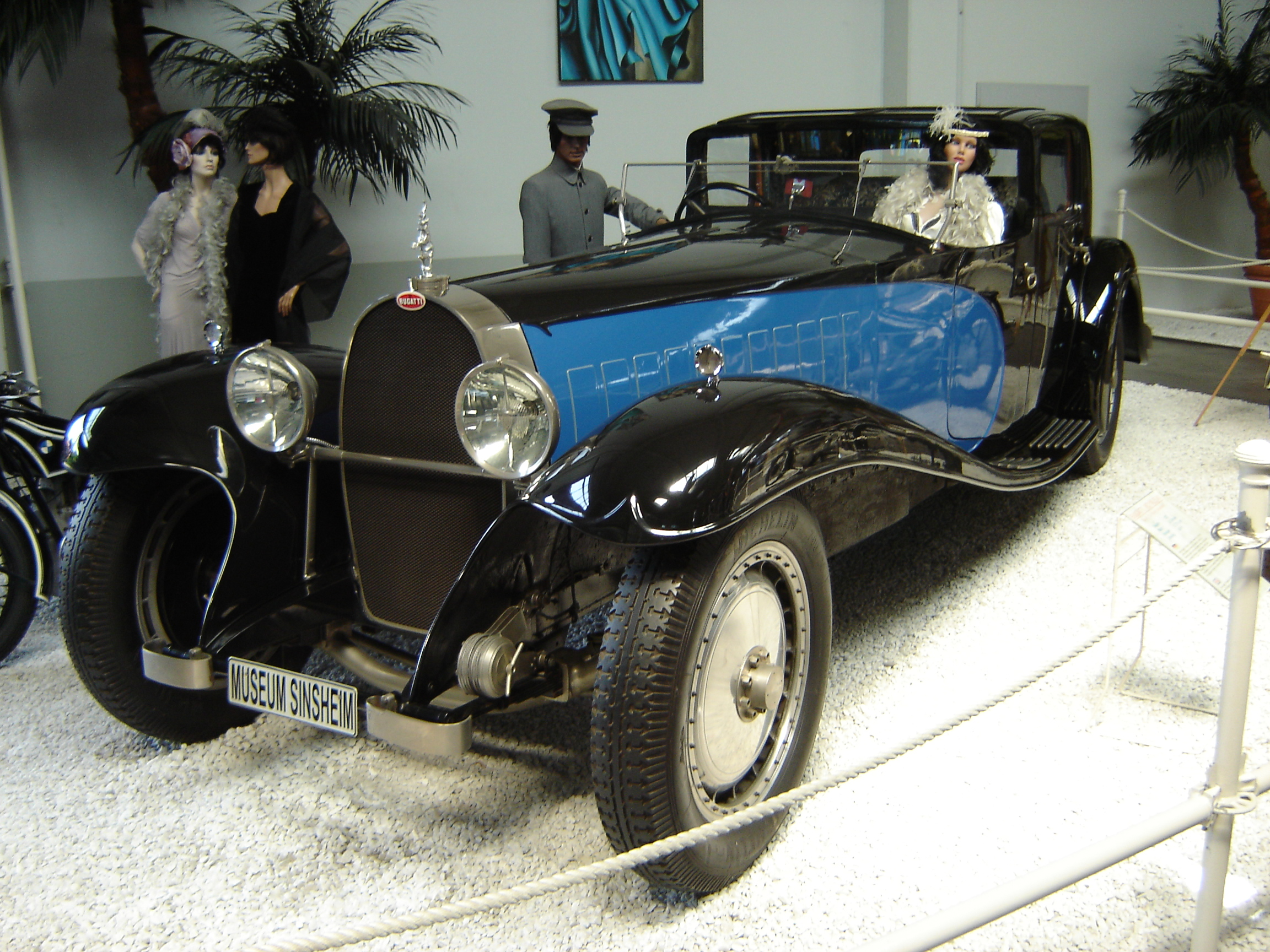
ジンスハイム自動車・技術博物館に展示されている映画「アン・マーガレット・イン レブス」のために作られたアメリカ製のV8エンジン搭載のクーペ・ナポレオンのレプリカ

タイプ41の希少性やそれに伴う価格に鑑み、当然ながら数々のレプリカが作られた。
シュランプフ兄弟はアルマンド・エスダースがオーナーだった当時の41111オリジナルのクーペ・ボディを非常に気に入ったため、ブガッティのオリジナルパーツを用いてレプリカを製作した。 現在は彼らが購入した2台のオリジナルと共にミュルーズの国立自動車博物館に所蔵されている。
トム・ウィートクロフトは彼のドニントン・グランプリ・コレクションのためにブガッティの愛車だったクーペ・ナポレオン（シャーシ番号41100）の正確なレプリカの製作をアシュトン・ケインズ・ヴィンテージ・レストアーションズ（AKVR）に依頼した。その後、この車は売却されてコレクションから姿を消してしまったが、その出来栄えがあまりにも優れていたためケルナー・カーのピストンの交換が必要になった際、当時の日本のオーナーがAKVRの一部であったサウスセルニー・エンジニアリングに交換部品の提供を依頼した。
2008年5月24日、デンマークのヨアキム王子は妃のマリー（旧名マリー・カヴァリエ）との結婚式の日にウィートクロフトのレプリカをムーイルトゥナ教会の外で待機させ、新婚夫婦をシャッケンボー城まで送り届けた。
1974年から1985年にかけて生産されたパンサー・デ・ビルは本物に比べはるかに小型だったが、意識的にタイプ41に似せていた。

## 再会
2007年、ロワイヤル発売80周年を記念して、6台の内の5台がグッドウッド・フェスティバル・オブ・スピードで展示された。
1985年のペブルビーチ・コンクール・デレガンスでは6台すべてが一堂に展示された。

## フィクション
ブガッティ・ロワイヤルはE・F・ベンソンの小説「マップとルチア」シリーズに加え、2012年のガイ・フレイザー＝サンプソンの本「休日のルチア」にも登場する。物語の中でマップ＝フリント少佐はマハラジャからパリからベッラージョまで車を運転するように頼まれるが、彼はひどい運転で大きな損害を与えたのでマハラジャは自ら車をコモ湖に走らせた。
1931年のブガッティ・ロワイヤル 41150 ベルリン・ド・ボヤージュは2014年に出版されたジャスパー・フォードの「最後の竜殺し」シリーズの3巻「ゾルターの眼」に登場している。本の中で車は10度登場している。主人公のジェニファー・ストレンジは、車の選択の理由をこのように説明している。「私は何台か見た後にブガッティ・ロワイヤルという巨大なヴィンテージカーを選んだ。車内は豪華で快適だったし、車外ではボンネットが長くて、霧の中ではフードクレストマークが見えないほどだった。」
ブガッティ・ロワイヤルはデイヴィッド・グロスマンの著書「ジグザグ・キッド」にも登場する。
レスリー・チャータリスの「聖者の復讐」（Doubleday 1964年、ハリー・ハリソンによるゴーストライト）には血のように赤いブガッティ・タイプ41ロワイヤル・クーペ・ド・ヴィルがサイモン・テンプルのレンタカーとして登場する。
クライブ・カッスラーの小説「レッカー」にもブガッティ・ロワイヤルが登場した。
ドナルド・スタンウッドの「第七のロワイヤル」はヒトラーによるロワイヤル入手の目論見とそれを遠ざけるための努力を描いた物である。